# Saison 2012-2013 des Nets de Brooklyn
La saison 2012-2013 des Nets de Brooklyn est la 46e saison de la franchise et la 37e au sein de la National Basketball Association (NBA). C'est la 1re saison dans la ville de Brooklyn, pusique la franchise a demenagé de la ville du New Jersey à l'issue de la saison 2011-2012.
Les Nets ont terminé la saison régulière avec un bilan de 49-33, leur première saison à plus de 50% de victoires, depuis la saison 2005-2006. Cela leur permet d'obtenir le second bilan de la division Atlantique et de terminer à la 4e place de la conférence Est, signifiant qu'ils possèdent l'avantage du terrain pour le premier tour des playoffs.
Durant le premier tour des séries éliminatoires, les Nets affrontent les Bulls de Chicago dans une série disputée en sept matchs dont le dernier à domicile, perdu 93-99, mettant fin à leur saison.

## Draft
| Tour | Rang | Joueur            | Position | Nationalité | Provenance       |
| ---- | ---- | ----------------- | -------- | ----------- | ---------------- |
| 2    | 41   | Tyshawn Taylor    | PG       | États-Unis  | Kansas           |
| 2    | 54   | Tornike Shengelia | PF       | Géorgie     | Spirou Charleroi |
| 2    | 57   | İlkan Karaman     | PF       | Turquie     | Pınar Karşıyaka  |

## Classements de la saison régulière
| Conférence Est | Conférence Est            | Conférence Est | Conférence Est | Conférence Est | Conférence Est |  |
| No             | Franchise                 | Vic.           | Déf.           | PCT            | GB             |  |
| -------------- | ------------------------- | -------------- | -------------- | -------------- | -------------- |  |
| 1              | Heat de Miami             | 66             | 16             | 80,49 %        | -              |  |
| 2              | Knicks de New York        | 54             | 28             | 65,85 %        | 12.0           |  |
| 3              | Pacers de l'Indiana (a)   | 49             | 32             | 60,49 %        | 16.5           |  |
| 4              | Nets de Brooklyn          | 49             | 33             | 59,76 %        | 17.0           |  |
| 5              | Bulls de Chicago          | 45             | 37             | 54,88 %        | 21.0           |  |
| 6              | Hawks d'Atlanta           | 44             | 38             | 53,66 %        | 22.0           |  |
| 7              | Celtics de Boston (a)     | 41             | 40             | 50,62 %        | 24.5           |  |
| 8              | Bucks de Milwaukee        | 38             | 44             | 46,34 %        | 28.0           |  |
|                |                           |                |                |                |                |  |
| 9              | 76ers de Philadelphie (b) | 34             | 48             | 41,46 %        | 32.0           |  |
| 10             | Raptors de Toronto (b)    | 34             | 48             | 41,46 %        | 32.0           |  |
| 11             | Pistons de Détroit (c)    | 29             | 53             | 35,37 %        | 37.0           |  |
| 12             | Wizards de Washington (c) | 29             | 53             | 35,37 %        | 37.0           |  |
| 13             | Cavaliers de Cleveland    | 24             | 58             | 29,27 %        | 42.0           |  |
| 14             | Bobcats de Charlotte      | 21             | 61             | 25,61 %        | 45.0           |  |
| 15             | Magic d'Orlando           | 20             | 62             | 24,39 %        | 46.0           |  |

| Division Atlantique   | V  | D  | PCT     | GB   |
| --------------------- | -- | -- | ------- | ---- |
| Knicks de New York    | 54 | 28 | 65,85 % | -    |
| Nets de Brooklyn      | 49 | 33 | 59,76 % | 05.0 |
| Celtics de Boston     | 41 | 40 | 50,62 % | 12.5 |
| 76ers de Philadelphie | 34 | 48 | 41,46 % | 20.0 |
| Raptors de Toronto    | 34 | 48 | 41,46 % | 20.0 |

## Effectif
| Numéro | Joueur            | Position | Provenance         |
| ------ | ----------------- | -------- | ------------------ |
| 0      | Andray Blatche    | C        | South Kent         |
| 10     | Keith Bogans      | SG       | Kentucky           |
| 9      | MarShon Brooks    | SG       | Providence         |
| 30     | Reggie Evans      | PF       | Iowa               |
| 43     | Kris Humphries    | PF       | Minnesota          |
| 7      | Joe Johnson       | SG       | Arkansas           |
| 24     | Kris Joseph       | SF       | Syracuse           |
| 11     | Brook Lopez       | C        | Stanford           |
| 20     | Tornike Shengelia | SF       | Géorgie            |
| 42     | Jerry Stackhouse  | SF       | UNC                |
| 41     | Tyshawn Taylor    | PG       | Kansas             |
| 33     | Mirza Teletović   | PF       | Bosnie-Herzégovine |
| 45     | Gerald Wallace    | SF       | Alabama            |
| 1      | C. J. Watson      | PG       | Tennessee          |
| 8      | Deron Williams    | PG       | Illinois           |

## Campagne de playoffs

### Premier tour
(4) Nets de Brooklyn vs. (5) Bulls de Chicago : Brooklyn s'incline 3-4 dans la série.
- Game 1 @ Barclays Center, Brooklyn (20 avril) : Brooklyn 106 - 89 Chicago
- Game 2 @ Barclays Center, Brooklyn (22 avril) : Chicago 90 - 82 Brooklyn
- Game 3 @ United Center, Chicago (25 avril) : Chicago 79 - 76 Brooklyn
- Game 4 @ United Center, Chicago (27 avril) : Chicago 142 - 134 (3OT) Brooklyn
- Game 5 @ Barclays Center, Brooklyn (29 avril) : Brooklyn 110 - 91 Chicago
- Game 6 @ United Center, Chicago (2 mai) : Brooklyn 95 - 92 Chicago
- Game 7 @ Barclays Center, Brooklyn (4 mai) : Chicago 99 - 93 Brooklyn

## Statistiques

### Saison régulière
| Joueur            | MJ | MC | MPG  | FG%  | 3P%  | FT%  | RPG  | APG | SPG | BPG | PPG  |
| ----------------- | -- | -- | ---- | ---- | ---- | ---- | ---- | --- | --- | --- | ---- |
| Andray Blatche    | 82 | 8  | 19.0 | .512 | .136 | .685 | 5.1  | 1.0 | 1.0 | 0.7 | 10.3 |
| Keith Bogans      | 74 | 23 | 19.0 | .380 | .343 | .647 | 1.6  | 1.0 | 0.4 | 0.1 | 4.2  |
| MarShon Brooks    | 73 | 2  | 12.5 | .463 | .273 | .734 | 1.4  | 1.0 | 0.5 | 0.2 | 5.4  |
| Josh Childress    | 14 | 0  | 7.1  | .286 | .333 | .500 | 1.1  | 0.4 | 0.1 | 0.1 | 1.0  |
| Reggie Evans      | 80 | 56 | 24.6 | .479 |      | .509 | 11.1 | 0.5 | 0.9 | 0.2 | 4.5  |
| Kris Humphries    | 65 | 21 | 18.3 | .448 | .000 | .789 | 5.6  | 0.5 | 0.2 | 0.5 | 5.8  |
| Damion James      | 2  | 0  | 0.0  |      |      |      | 0.5  | 0.0 | 0.0 | 0.0 | 0.0  |
| Joe Johnson       | 72 | 72 | 36.7 | .423 | .375 | .820 | 3.0  | 3.5 | 0.7 | 0.2 | 16.3 |
| Kris Joseph       | 4  | 0  | 7.5  | .000 | .000 | .500 | 0.5  | 0.0 | 0.8 | 0.0 | 0.5  |
| Brook Lopez       | 74 | 74 | 30.4 | .521 | .000 | .758 | 6.9  | 0.9 | 0.4 | 2.1 | 19.4 |
| Tornike Shengelia | 19 | 0  | 4.9  | .435 | .500 | .563 | 1.2  | 0.2 | 0.2 | 0.1 | 1.6  |
| Jerry Stackhouse  | 37 | 0  | 14.7 | .384 | .337 | .870 | 0.9  | 0.9 | 0.2 | 0.1 | 4.9  |
| Tyshawn Taylor    | 38 | 0  | 5.8  | .368 | .462 | .556 | 0.5  | 0.6 | 0.3 | 0.0 | 2.2  |
| Mirza Teletović   | 53 | 0  | 9.4  | .384 | .343 | .818 | 1.8  | 0.4 | 0.2 | 0.2 | 3.5  |
| Gerald Wallace    | 69 | 68 | 30.1 | .397 | .282 | .637 | 4.6  | 2.6 | 1.4 | 0.7 | 7.7  |
| C. J. Watson      | 80 | 8  | 19.0 | .418 | .411 | .780 | 1.8  | 2.0 | 0.8 | 0.2 | 6.8  |
| Deron Williams    | 78 | 78 | 36.4 | .440 | .378 | .859 | 3.0  | 7.7 | 1.0 | 0.4 | 18.9 |

### Playoffs
| Joueur           | MJ | MC | MPG  | FG%  | 3P%   | FT%   | RPG  | APG | SPG | BPG | PPG  |
| ---------------- | -- | -- | ---- | ---- | ----- | ----- | ---- | --- | --- | --- | ---- |
| Andray Blatche   | 7  | 0  | 19.7 | .500 | -     | .824  | 4.9  | 1.3 | 0.3 | 0.4 | 10.3 |
| Keith Bogans     | 2  | 0  | 11.5 | .000 | .000  | -     | 1.0  | 1.0 | 0.0 | 0.0 | 0.0  |
| MarShon Brooks   | 7  | 0  | 5.7  | .375 | .000  | 1.000 | 0.7  | 0.4 | 0.0 | 0.0 | 1.1  |
| Reggie Evans     | 7  | 7  | 29.9 | .478 | -     | .556  | 12.3 | 0.9 | 1.0 | 0.3 | 4.6  |
| Kris Humphries   | 7  | 0  | 11.9 | .452 | -     | .429  | 3.3  | 0.1 | 0.1 | 0.4 | 4.4  |
| Joe Johnson      | 7  | 7  | 38.7 | .417 | .256  | .889  | 3.1  | 2.7 | 1.1 | 0.0 | 14.9 |
| Brook Lopez      | 7  | 7  | 37.6 | .472 | 1.000 | .886  | 7.4  | 1.4 | 0.9 | 3.0 | 22.3 |
| Jerry Stackhouse | 4  | 0  | 7.0  | .100 | .000  | .750  | 1.0  | 0.0 | 0.0 | 0.0 | 1.3  |
| Tyshawn Taylor   | 2  | 0  | 1.0  | .000 | -     | -     | 0.0  | 0.0 | 0.0 | 0.0 | 0.0  |
| Mirza Teletović  | 1  | 0  | 1.0  | -    | -     | -     | 0.0  | 0.0 | 0.0 | 0.0 | 0.0  |
| Gerald Wallace   | 7  | 7  | 34.7 | .463 | .379  | .550  | 4.0  | 2.4 | 1.1 | 0.7 | 12.0 |
| C. J. Watson     | 7  | 0  | 23.0 | .436 | .267  | .667  | 2.4  | 1.9 | 0.7 | 0.1 | 8.6  |
| Deron Williams   | 7  | 7  | 41.7 | .425 | .395  | .822  | 3.1  | 8.4 | 1.0 | 0.6 | 20.6 |

## Transactions

### Résumé
| Arrivées' Via la draft - Tyshawn Taylor - Tornike Shengelia - İlkan Karaman Via la période d'agents libres - Gerald Wallace - Mirza Teletović - Deron Williams - Brook Lopez - Jerry Stackhouse - C. J. Watson - Keith Bogans - Kris Humphries - Andray Blatche - Josh Childress Via un transfert - Joe Johnson - Tyshawn Taylor - Tornike Shengelia - Reggie Evans | Départs Via un transfert - Anthony Morrow - Jordan Farmar - DeShawn Stevenson - Jordan Williams - Johan Petro Via la période d'agents libres - Gerald Green - Shelden Williams - Sundiata Gaines - Damion James |

### Échanges
| 28 juin | Vers les Nets de Brooklyn - Droits sur Tyshawn Taylor | Vers les Trail Blazers de Portland - Compensation financière |

| 28 juin | Vers les Nets de Brooklyn - Droits sur Tornike Shengelia | Vers les 76ers de Philadelphie - Compensation financière |

| 2 juillet | Vers les Nets de Brooklyn - Joe Johnson | Vers les Hawks d'Atlanta - Anthony Morrow - Jordan Farmar - DeShawn Stevenson - Jordan Williams - Johan Petro - Premier tour de draft protégé |

### Arrivées
| Joueur           | Date de signature | Ancienne équipe           |
| ---------------- | ----------------- | ------------------------- |
| Gerald Wallace   | 11 juillet        | Renouvellement de contrat |
| Mirza Teletović  | 11 juillet        | Saski Baskonia            |
| Deron Williams   | 11 juillet        | Renouvellement de contrat |
| Brook Lopez      | 11 juillet        | Renouvellement de contrat |
| Jerry Stackhouse | 11 juillet        | Hawks d'Atlanta           |
| C. J. Watson     | 14 juillet        | Bulls de Chicago          |
| Keith Bogans     | 16 juillet        | Renouvellement de contrat |
| Kris Humphries   | 17 juillet        | Renouvellement de contrat |
| Andray Blatche   | 7 septembre       | Wizards de Washington     |
| Josh Childress   | 11 septembre      | Suns de Phoenix           |

### Départs
| Joueur                       | Raison du départ | Nouvelle équipe     |
| ---------------------------- | ---------------- | ------------------- |
| Gerald Green Sundiata Gaines | Agents libres    | Pacers de l'Indiana |
| Shelden Williams             | Agent libre      | Élan Chalon         |
| Damion James                 | Libéré           | Hawks d'Atlanta     |